# Gunship (banda)
Gunship es una banda inglesa de synthwave compuesta por el vocalista Alex Westaway, el teclista Dan Haigh y el batería Alex Gingell. Después de un parón de su banda de rock llamada Fightstar, Alex Westaway y Dan Haigh decidieron unirse y crearon Gunship. Más adelante llegó Alex Gingell. Sus influencias varían entre la música de las series de televisión y las películas de ciencia ficción de los años ochenta, pero también en los videojuegos, pues Dan además es desarrollador de videojuegos y especialista en SFX. No obstante, el nombre de la banda se inspira en el videojuego Gunship, que tuvo una gran popularidad en los salones recreativos de los años ochenta y noventa. La fuerza de esta banda radica en la intensidad de su voz cinematográfica y en las melodías realizadas con sintetizador analógico, que le dan un estilo cyberpunk muy estilizado.

## Biografía
Debutaron con su álbum Gunship en 2015, que fue distribuido por INgrooves. Junto a él lanzaron el sencillo «Tech Noir», remezclado por el conocido músico francés de darksynth Carpenter Brut, así como el jefe de Rossa Corsa Records y pionero del synthwave Miami Nights 1984. También colaboraron con el maestro del terror John Carpenter, quien puso su voz en un innovador video realizado a cámara lenta, coescrito y dirigido por Gunship y Lee Hardcastle, para su sencillo «Tech Noir». Este video cuenta una gran nostalgia con personajes emblemáticos de los años ochenta. Su segundo sencillo fue «The Mountain», cuyo vídeo musical fue realizado con Rockstar, desarrollador de juegos como GTA 5. Posteriormente trabajaron con Lazerhawk para engendrar el tema «Feel The Rush Tonight» de su álbum Dreamrider (2017). A finales de 2018 Gunship editó su segundo álbum, Dark All Day, al que acompañaron los sencillos «Dark All Day», «Art3mis & Parzival», «When You Grow Up, Your Heart Dies» y «Waken Furies».

## Discografía

### Álbumes de estudio
- Gunship (2015)
- Dark All Day (2018)
- Unicorn (2023)

### Sencillos
| - «Tech Noir» (2015) - «The Mountain» (2015) - «Fly For Your Life» (2015) - «Dark All Day» (2018) - «Art3mis & Parzival» (2018) - «When You Grow Up, Your Heart Dies» (2018) - «Waken Furies» (2018) - «The Video Game Champion» (2018) - «Eleanor Rigby» (2020) - «Black Blood Red Kiss» (2020) | - «The Drone Racing League» (2020) - «Exorcism» (remix de Kat Von D) (2021) - «Cthulhu» (junto con Corin Hardy) (2021) - «The Vale of Shadows» (2021) - «Only When It's Dark» (junto con Miami Nights 1984) (2022) - «Ghost» (junto con Power Globe) (2022) - «Monster In Paradise» (junto con Milkie Way, Dave Lombardo, Tyler Bates) (2023) - «Taste Like Venom» (2023) - «Doom Dance» (junto con Carpenter Brut, Gavin Rossdale) (2023) - «Empress of the Damned» (junto con Lights) (2023) |